# Punt directe
En tennis, un punt directe o ace és un servei legal que no és tocat pel receptor, donant el punt al servidor.
Es veuen generalment en el primer servei d'un tennista, doncs la possibilitat d'efectuar un segon intent li dona marge a arriscar, colpejant la pilota amb la màxima força i apurant la col·locació de la pilota, cercant les cantonades de l'àrea de servei. Segons l'International Tennis Hall of Fame, aquest terme va ser encunyat per la periodista esportiva Allison Danzig.

## Rècords individuals
Els punts directes s'han registrat oficialment en els circuits de tennis professional des de 1991, de manera que aquests rècords comencen en aquell moment.
Entre els rècords aconseguits per John Isner, destaquen el de més aces en un únic torneig, amb 214 a Wimbledon 2018; el de més conversions en un únic partit, amb 113 durant el seu enfrontament d'11 hores amb Nicolas Mahut el 2010; i és l'esportista amb més punts directes en tota la carrera, amb 14.470.
Ivo Karlović és qui més aces va convertir en un partit disputat al millor de tres sets amb 45, al Halle Open de 2015. Dues setmanes més tard, a Wimbledon, es va convertir en l'únic jugador que va aconseguir almenys 40 punts directes en tres partits consecutius.
Goran Ivanišević té el rècord de punts directes en una temporada, amb els 1.477 aces aconseguits l'any 1996. Al torneig de Wimbledon de 2001, va convertir-ne 213, la millor marca fins aleshores, només un per sota de la millor marca d'Isner.
Roger Federer va aconseguir 50 punts directes en la final de Wimbledon del 2009, el rècord en una final de Grand Slam. També ocupa la tercera posició de la classificació històrica.
Serena Williams té el rècord de més punts directes en un torneig femení, amb 102, quan va guanyar el títol de Wimbledon 2012.
Karolína Plísková té la millor marca en una sola temporada, amb 530 el 2016. L'any anterior, ja havia establert la xifra de 517. També té el rècord d'aces en un sol partit, 31, a l'Open d'Austràlia 2016.